# Машинасозлар (станція метро)
41°17′57″ пн. ш. 69°18′14″ сх. д. / 41.29917° пн. ш. 69.30389° сх. д.
Машинасозлар (узб. Mashinasozlar — Машинобудівників) — станція Узбекистонської лінії Ташкентського метрополітену. Розташована між станціями Тошкент і Дустлік.

## Історія
Відкрита 7 листопада 1987 у складі черги Тошкент - Чкаловська (друга черга будівництва лінії). До травня 1992 називалася Ташсельмаш. 

## Розташування
Знаходиться під рогом вулиць Елбек, та Пахлавона Махмуд. Поблизу станції знаходяться: завод Ташсельмаш, борошномельний комбінат, залізнична лікарня, автовокзал Чирчизького напрямку. 

## Конструкція
Колонна трипрогінна станція мілкого закладення (глибина закладення — 8 м) з однією прямою острівною платформою та двома підземними вестибюлями.

## Колійний розвиток
Станція без колійного розвитку.

## Оздоблення
Архітектурно-художнє рішення станції виконано з колон і збірних залізобетонних конструкцій. Стіни підземного переходу вестибюлів прикрашені мармуром, а колони і перекриття залу прикрашені червонувато-зеленим мармуром Сайон-Шуша. Скляні електричні світильники (виконані литним способом), що встановлені в перекриттях центральної частини залу, є і в бічних стінах сходи і платформи і завершуються художньою композицією у вестибюлі (худ. В. Ган). У стелі вестибюля встановлені електричні світильники, закріплені на ребрах, які приховані алюмінієвими ґратами через що освітлення виходить розсіяним. Підлога платформового залу, вестибюлів і підземних переходів покриті гранітом.

## Пересадки
- Автобуси: 10, 28, 72, 148, 155;
- Маршрутки: 43м, 137м